# Gareth Emery

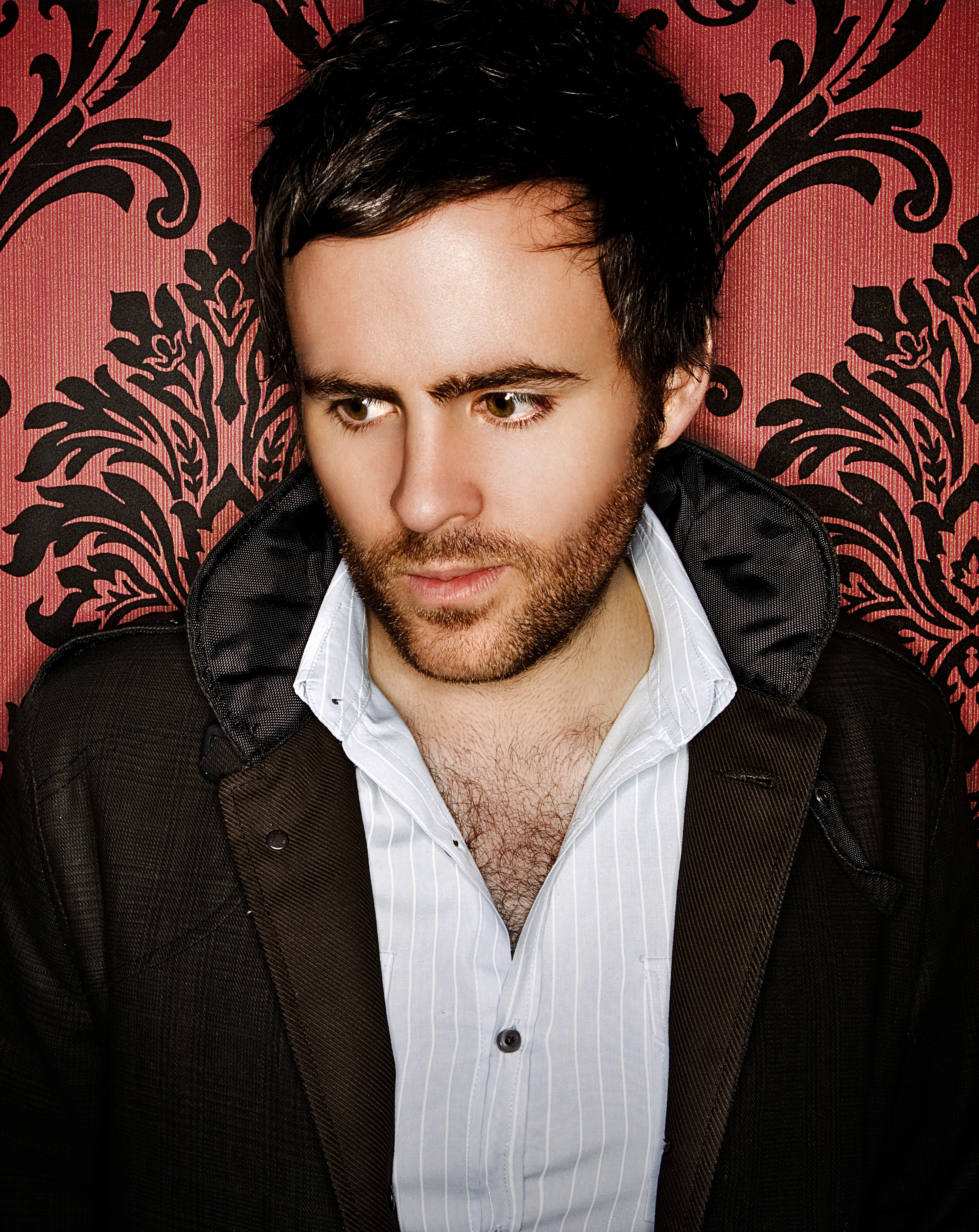
Gareth Emery (2008)

Gareth Thomas Rhys Emery (* 18. Juli 1980 in Southampton, England) ist ein britischer Trance-DJ und Musikproduzent. Er ist auch bekannt unter den Namen GTR, Cupa, Digital Blues, Rue de Gar und Runaway.

## Leben
In seiner Kindheit und Jugend erhielt Emery Klavierunterricht und hörte Jazz, teilweise auch ein wenig Punkrock.
Zum ersten Mal wurde man auf Emery aufmerksam, als 2002 sein Remix des Titels Nervous Breakdown von The Shrink live bei BBCs Radio 1 vom Mardi Gras Festival in Judge Jules’ Vorführung gespielt wurde. Nachdem einige DJs, unter anderem Eddie Halliwell, Pete Tong, Guy Ornadel, Scot Project und Dave Pearce, den Titel gespielt hatten, wurde das Lied von Nutrition veröffentlicht und war auch später auf dem Godskitchen Direct Mix Album vertreten.
Danach folgte ein Hard-Tech-Trance-Remix von Nervous Breakdown, bevor er Psiclone und Flood Control auf einer Schallplatte bei seinem eigenen Label Influential veröffentlichte.
Der Durchbruch gelang ihm als GTR mit seinem vierten Titel Mistral. Er produzierte ihn innerhalb von zwei Wochen während seines Urlaubs in der französischen Provence. Der Titel löste einen Sturm der Begeisterung aus, als er zum ersten Mal von Paul van Dyk beim Nature One Festival gespielt wurde. Bekannte DJs griffen diesen Titel auf, so Tiësto, Armin van Buuren und Ferry Corsten.
In den Jahren 2004 bis 2006 arbeitete er für das Label Five AM, bei dem er Mitbesitzer war, und legte in britischen Nachtklubs auf, darunter Godskitchen, Slinky oder Ministry of Sound.
Im Jahr 2006 startete er seine eigene Radiosendung The Gareth Emery Podcast. Er veröffentlichte Remixes von Albert Vornes Formentera What und mit dem Titel Another You, Another Me zusammen mit seinem Freund DJ Lange.
Nach Ausstieg bei Five AM gründete Emery sein eigenes Label Garuda. Die erste Veröffentlichung von Garuda war sein Titel Exposure / Metropolis (2009). Das Label ist nach dem mythologischen indonesischen Vogel Garuda benannt, den Emery bei einer Tour in Indonesien kennenlernte. Er veröffentlichte auf Garuda weitere Titel und Remixes wie More Than Anything, This Is That und seinen bis dahin größten Hit Exposure (2009).
Emery brachte vier Studioalben und zahlreiche Singles heraus. Für 2022 kündigte Emery das Erscheinen seines fünften und letzten Studioalbums ANALOG an. Auch wenn es sich bei ANALOG um sein letztes Album handeln wird, solle dies nicht als Karriereende verstanden werden. Emery wolle stattdessen vorwiegend über Singles oder EPs veröffentlichen.
In der im Trance-Geschäft renommierten Radio-Sendung A State of Trance wurden mit Concrete Angel, U und Saving Light drei seiner Titel als Tune of the Year ausgezeichnet.
Gareth Emery lebt in Los Angeles. Er ist mit der Künstlerin Kat Emery verheiratet und hat zwei Töchter, Sansa (* 2015) und Elise (* 2017). Beiden Töchtern widmete Emery mit Sansa (2016) und Elise (2020) eigene Musikstücke. Seine Schwester Roxanne Emery ist als Sängerin in einigen seiner sowie in vielen anderen Tracks aus dem Trance-Genre zu hören.

## Stil
Emery gilt als ein genretypischer Vertreter des Trance mit besonderem Fokus auf Uplifting, Progressive und Vocal Trance. Dabei kommen auch Elemente des Balearic und Tech Trance vor.  Er spielt bei seinen Mixes und seinen Podcasts teilweise verschiedene Musikrichtungen.

## Labels
Gareth Emery war über zehn Jahre Inhaber seines selbstgegründeten Labels Garuda. Zwischenzeitlich gehörte Garuda als Sublabel zu Armada Music. 2017 trennten sich Emery und sein Freund Ashley Wallbridge mit Garuda von Armada und führten das Label unabhängig fort. Die letzte große Veröffentlichung auf Garuda war das Album Kingom United von Emery und Wallbridge. Seit 2020 erscheinen die Produktionen der beiden auf dem neuen Label We'll Be OK. Noch offen ist, ob dieses Label ausschließlich Produktionen von Emery und Wallbridge veröffentlichen wird oder auch weitere Künstler unter Vertrag genommen werden.

## Diskographie (Auswahl)
Gareth Emerys Produktionen enthalten Veröffentlichungen unter den Pseudonymen GTR, Cupa und Digital Blues. Des Weiteren ist Emery gemeinsam mit Ashley Wallbridge Teil des Trance-Projekts CVNT5.
Veröffentlichungsdatum unbekannt (bis 2000)
- Menno de Jong feat. Re:Locate – Solid State (Gareth Emery Remix)

2002
- GTR – Mistral [Five AM]
- GTR – Flood Control [Influential]
- GTR – Psiclone [Influential]
- GTR vs The Shrink – Nervous Breakdown [Nutrition]

2003
- CERN – The Message [Five AM / ASOT]
- Cupa – Blaze [Five AM]
- Cupa – Foundation [Five AM]
- Nova – All This Love [Multiply]
- CERN – Baileys [Five AM]
- Quadraphonic – I Can Feel Your Love [Lost Language]

2004
- Wirefly – The Verdict [Motion]
- Gareth Emery & Jon O’Bir – Escapade [Five AM]
- GTR – Reason to Believe [Five AM]
- Echano – Nothing to Live For [Motion]
- Will Holland – Magicka [Forty Five]
- Digital Delinquents – Forever [Equilibrium]

2005
- Zodiak – Provincial Disco [MICREC]
- DJ Sammy – L'bby Haba [Super M]
- Gareth Emery – Between Dreams [Five AM]
- Gareth Emery – Backlash [Five AM]
- Gareth Emery – Tribalism [Five AM]
- Gareth Emery – History of a Day [Five AM]
- Lange vs Gareth Emery – This Is New York [Lange Recordings]
- Lange vs Gareth Emery – X Equals 69 [Lange Recordings]
- Gareth Emery & Jon O’Bir – Bouncebackability [Five AM]
- Emery & Kirsch – Lose Yourself [Enhanced]
- Cupa – Mass Panic [Five AM]
- Digital Blues – Digital Blues [Lange Recordings]
- Digital Blues – Definition [Lange Recordings]
- Nu-NRG – Dreamland [Monster]

2006
- DT8 Project – Tomorrow Never Comes [Mondo]
- Lange vs Gareth Emery – Another You, Another Me [Vandit]
- Lange vs Gareth Emery – Back On Track [Lange]
- Mike Foyle – Shipwrecked [Armind]
- Vinny Troia feat. Jaidene Veda – Flow [Curvve]
- Gareth Emery & Nicholas Bennison – Interlok [Five AM]
- Gareth Emery & Jon O’Bir – No Way Back [Five AM]
- Gareth Emery & Jon O’Bir – Integrate [Five AM]
- Lange vs Gareth Emery – On Track [Lange]
- Lange vs Gareth Emery – Three [Lange]
- George Acosta feat. Truth – Mellodrama [Five AM]

2007
- Gareth Emery – More Than Anything [Five AM]
- Albert Vorne – Formentera What? [Club Elite]
- Gareth Emery pres. Runway – Outrageous [Baroque]
- Gareth Emery and Rue De Gar – Soul Symbol [Curvve Recordings]

2008
- DJ Orkidea – Metaverse
- Myon & Shane 54 feat. Carrie Skipper – Vampire
- Gareth Emery – This Is That [Five AM Records]
- Martin Roth – Off the World
- Darude feat. Blake Lewis – I Ran (So Far Away)
- Andrew Bennett vs Tatana feat. Tiff Lacey – Closer (Than A Heartbeat) [S2 Records]
- Bartlett Bros feat. Marcia Juell – Let it Flow

2009
- Gareth Emery – Exposure/Metropolis [Garuda Records]
- Bobina – Time & Tide [World Club Music]
- Above & Beyond pres. OceanLab – Lonely Girl [Anjunabeats]
- Ronski Speed feat. Ana – The Deep Divine
- M.I.K.E. – Sunrise at Palamos 2009
- Gareth Emery – The Sound Of Garuda [Garuda Records]

2010
- Gareth Emery – Sanctuary (feat. Lucy Saunders) [Garuda Records]
- Gareth Emery – Northern Lights [Garuda Records]

2011
- Gareth Emery – Northern Lights Re-Lit [Garuda Records]
- Mansion (mit Ashley Wallbridge)
- Tokyo
- Flash (mit Ben Gold)

2012
- Gareth Emery – Concrete Angel (feat. Christina Novelli; UK: Silber)[3]
- The Saga

2014
- Gareth Emery – Drive

2015
- Gareth Emery – Huracan

2016
- Gareth Emery – 100 Reasons To Live [Garuda Records]
- CVNT5 - CVNT5

2017
- Gareth Emery & Standerwick – Saving Light (feat. Haliene) [Monstercat]
- Gareth Emery & Louis Vivet – Stronger

2018
- Gareth Emery – Take Everything (feat. Emma Hewitt)

2019
- Gareth Emery – Laserface 01 (Aperture)
- Gareth Emery – Laserface 02 (Thoughts in Pieces)
- Gareth Emery – Laserface 03 (Leaving You)
- Gareth Emery & Ashley Wallbridge – Kingdom United

2020
- Gareth Emery – Yesterday
- Gareth Emery – THE Lasers
- CVNT5 – CVNT5 of the Caribbean
- Gareth Emery – You’ll Be Okay (feat. Annabel)
- Gareth Emery – Elise (feat. Annabel)

2021
- Gareth Emery – Sad Song
- Will Sparks – Next Generation
- Gareth Emery – Friendly Fires (feat. Dani Poppitt)
- Gareth Emery – Calling Home (feat. Sarah de Warren)

2022
- Gareth Emery & Ben Nicky – Because The Night (feat. Emily Vaughn)
- Gareth Emery & Omnia – Unity
- Gareth Emery – This Is Not The End (feat. Roddy Woomble)